# Коффи, Майкл
Майкл Энтони Полайт Коффи (англ. Michael Anthony Polite-Coffie; род. 17 июня 1986, Бронкс, Нью-Йорк, штат Нью-Йорк, США) — американский боксёр-профессионал, выступающий в тяжёлой весовой категории. Опытный гейткипер и джорнимен победивший многих высокорейтинговых противников, и вошедший в ТОП-35 лучших тяжеловесов всего мира по рейтингу BoxRec.
Лучшая позиция по рейтингу BoxRec — 35-я (февраль 2021) и являлся 7-м среди американских боксёров тяжёлой весовой категории, а в рейтингах основных международных боксёрских организаций занимал: 29-ю строку рейтинга WBC, — входя в ТОП-35 лучших тяжеловесов всего мира.

## Биография
Майкл Полайт Коффи родился 17 июня 1986 года в Бронксе — боро города Нью-Йорка в штате Нью-Йорк, в США.

## Любительская карьера
Майкл Коффи провёл несколько любительских боёв в 2016—2017 годах.

## Профессиональная карьера
Профессиональную боксёрскую карьеру Майкл Коффи начал 21 ноября 2017 года, победив нокаутом в 1-м же раунде соотечественника Ральфа Александера (0-1).
Он является одним из спарринг-партнёром экс-чемпиона мира нокаутёра Деонтея Уайлдера.
30 января 2021, в своём 12-м профессиональном бою, победил нокаутом в 3-м раунде небитого опытного соотечественника Дармани Рока (17-0, 12 KO). После боя Коффи объявил, что хочет в больших боях пройти тест против таких известных соперников, как: Джеральд Вашингтон, Доминик Бризил и Чарльз Мартин.
31 июля 2021 года в Ньюарке (США) досрочно техническим нокаутом в 5-м раунде проиграл бой опытному соотечественнику-гейткиперу Джонатану Райсу (13-6-1, 9 КО) — вышедшему на коротком уведомлении взамен Джеральда Вашингтона (который накануне боя заболел коронавирусной инфекцией COVID-19).
15 октября 2022 года в Нью-Йорке (США) досрочно путём отказа от продолжения боя после 6-го раунда проиграл опытному армянскому нокаутёру Гюргену Оганесяну (3-0).
1 апреля 2023 года в Лондоне (Англия), в андеркарде боя Энтони Джошуа—Джермейн Франклин проиграл техническим нокаутом в 4-м раунде молодому английскому проспекту Фабио Уордли (15-0, 14 КО). Первые три раунда прошли в перестрелке, без ощутимого доминирования кого-либо из бойцов. Уордли поддавливал, Коффи был менее активен, работая больше в защите. С началом 4-го раунда Коффи стал в стойку левши. Уордли зажал соперника у канатов и выкинул ряд успешных ударов. Несмотря на то, что Коффи не был потрясён, рефери принял спорное решение остановить бой. Последний был недоволен остановкой.
9 декабря 2023 года в Пемброк-Пайнс (Флорида, США) в вечере Боба Арума встретился с польским проспектом Дамьяном Кныбой (12-0, 7 КО). Поединок получился не зрелищным и пассивным. Счёт судей составил: 80-72, 80-72 и 79-73 в пользу Кныбы.

## Статистика профессиональных боёв
В таблице перечислены результаты всех поединков боксёров.
В каждой строке указан результат поединка. Дополнительно номер поединка обозначен цветом, который обозначает итог поединка. Расшифровка обозначений и цветов представлена в нижеследующей таблице.
| Пример | Расшифровка                     |
| ------ | ------------------------------- |
|        | Победа                          |
|        | Ничья                           |
|        | Поражение                       |
|        | Планируемый поединок            |
|        | Поединок признан несостоявшимся |
| КО     | Нокаут                          |
| ТКО    | Технический нокаут              |
| PTS    | Решение судей (по очкам)        |
| UD     | Единогласное решение судей      |
| MD     | Решение большинства судей       |
| SD     | Раздельное решение судей        |
| RTD    | Отказ от продолжения боя        |
| DQ     | Дисквалификация                 |
| NC     | Поединок признан несостоявшимся |

| 18 поединков, 13 побед (10 нокаутом), 5 поражений. | 18 поединков, 13 побед (10 нокаутом), 5 поражений. | 18 поединков, 13 побед (10 нокаутом), 5 поражений. | 18 поединков, 13 побед (10 нокаутом), 5 поражений. | 18 поединков, 13 побед (10 нокаутом), 5 поражений.        | 18 поединков, 13 побед (10 нокаутом), 5 поражений. | 18 поединков, 13 побед (10 нокаутом), 5 поражений.                                          |
| Бой                                                | Рекорд                                             | Дата боя                                           | Соперник                                           | Место проведения боя                                      | Раундов, время                                     | Дополнительно                                                                               |
| -------------------------------------------------- | -------------------------------------------------- | -------------------------------------------------- | -------------------------------------------------- | --------------------------------------------------------- | -------------------------------------------------- | ------------------------------------------------------------------------------------------- |
| 18                                                 | 13-5                                               | 9 декабря 2023                                     | Дамьян Кныба (12-0)                                | Charles F. Dodge City Center, Пемброк-Пайнс, Флорида, США | UD 8 (8)                                           | Счёт: 73-79, 72-80 (дважды).                                                                |
| 17                                                 | 13-4                                               | 1 апреля 2023                                      | Фабио Уордли (15-0)                                | O2 Арена, Гринвич, Лондон, Великобритания                 | TKO 4 (10), 0:45                                   |                                                                                             |
| 16                                                 | 13-3                                               | 15 октября 2022                                    | Гюрген Оганесян (3-0)                              | Барклайс-центр, Бруклин, Нью-Йорк, США                    | RTD 6 (8), 3:00                                    |                                                                                             |
| 15                                                 | 13-2                                               | 30 июля 2022                                       | Фульхенсио Суньига (28-17-1)                       | Club Anibal Gonzalez, Картахена, Колумбия                 | KO 1 (6), 1:05                                     |                                                                                             |
| 14                                                 | 12-2                                               | 1 января 2022                                      | Джонатан Райс (2) (14-6-1)                         | Seminole Hard Rock Hotel & Casino, Холливуд, Флорида, США | UD 10 (10)                                         | Счёт: 91-99, 93-97 (дважды).                                                                |
| 13                                                 | 12-1                                               | 31 июля 2021                                       | Джонатан Райс (13-6-1)                             | Пруденшал-центр, Ньюарк, Нью-Джерси, США                  | TKO 5 (10), 2:32                                   |                                                                                             |
| 12                                                 | 12-0                                               | 30 января 2021                                     | Дармани Рок (17-0)                                 | Выставочный центр Shrine, Лос-Анджелес, Калифорния, США   | KO 3 (10), 0:59                                    |                                                                                             |
| 11                                                 | 11-0                                               | 7 ноября 2020                                      | Джоуи Абель (35-10)                                | Microsoft Theater, Лос-Анджелес, Калифорния, США          | TKO 2 (8), 0:49                                    |                                                                                             |
| 10                                                 | 10-0                                               | 8 августа 2020                                     | Луис Эдуардо Пена (6-0)                            | Microsoft Theater, Лос-Анджелес, Калифорния, США          | KO 5 (6), 1:35                                     |                                                                                             |
| 9                                                  | 9-0                                                | 1 февраля 2020                                     | Карлос Сандоваль (11-16-1)                         | Beau Rivage, Билокси, Миссисипи, США                      | TKO 1 (6), 2:22                                    |                                                                                             |
| 8                                                  | 8-0                                                | 14 декабря 2019                                    | Гровер Янг (13-28-3)                               | Zembo Shrine, Гаррисберг, Пенсильвания, США               | TD 5 (6), 2:47                                     | Счёт: 48-46, 49-45 (дважды). Бой остановлен после того как Янг случайно нанёс удар головой. |
| 7                                                  | 7-0                                                | 2 ноября 2019                                      | Ларри Найт (4-21-1)                                | Sun Dome, Тампа, Флорида, США                             | UD 6 (6)                                           | Счёт: 60-52 (трижды). Ларри Найт в нокдауне в 5-м и 6-м раундах.                            |
| 6                                                  | 6-0                                                | 29 марта 2019                                      | Эдуардо Витэла (3-3)                               | Казино SugarHouse, Филадельфия, Пенсильвания, США         | KO 2 (6), 1:10                                     |                                                                                             |
| 5                                                  | 5-0                                                | 16 ноября 2018                                     | Террелл Джамал Вудс (18-43-7)                      | Sands Bethlehem Event Center, Бетлехем, Пенсильвания, США | TKO 4 (6), 2:51                                    |                                                                                             |
| Бой                                                | Рекорд                                             | Дата боя                                           | Соперник                                           | Место проведения боя                                      | Раундов, время                                     | Дополнительно                                                                               |